# Zamaana Deewana
Pour plus de détails, voir Fiche technique et Distribution.
Zamaana Deewana est un film indien réalisé par Ramesh Sippy, sorti en 1995.

## Synopsis
Deux gangs créent le chaos dans la ville. La police cherche la meilleure façon de procéder pour stopper les affrontements répétés. Pourtant les deux chefs de gang Suraj et Lala ont été bons amis autrefois. Mais Lala crois que sa femme l’a trompé avec Suraj et que celui-ci est responsable de sa mort.
KD est un psychologue criminel qui pense avoir la solution pour rétablir la paix. Il fait en sorte que le fils de Suraj, Rahul et la fille de Lala, Priya, tombent amoureux l'un de l'autre. L’amour ne résout il pas tout ?
Mais Lala destine sa fille à un autre, Bobby le fils de Sundar. Celui-ci est à l’origine du différend qui oppose Suraj et Lala et il continue à manœuvrer dans l’ombre pour mettre la main sur la fortune de Lala.
Rahul est un jeune homme vif et plein d’entrain, qui gagne sa vie en pariant sur tout et n’importe quoi. KD parie avec lui qu’il ne pourra pas se faire aimer de la jeune fille qu’il aura choisie. Rahul relève le défi.
KD lui demande de se faire aimer de Priya. Rahul entreprend la jeune fille sous les yeux du fiancé qui se ridiculise, ce qui ravit Priya.
Bien qu’ils ne s’aiment pas les deux jeunes gens s’entendent bien ce qui fait croire à KD qu’il a gagné la partie. En effet le jour des fiançailles de Priya, Rahul l’enlève sur sa moto. Mais elle est ramenée auprès de son père. Sundar sent que ses projets sont menacés et cherche à faire tuer KD. Priya surprend une conversation et avec Rahul décide de venir en aide à KD. Tous se cachent dans une maison car KD est gravement blessé. Alors que Rahul et Priya retourne vers leur vie respective, ils s’aperçoivent qu’ils sont réellement amoureux. Mais Sundar menace Priya de représailles sur sa mère qu’il tient enfermée depuis de longues années faisant ainsi croire à sa mort. Priya cède et accepte d’épouser Bobby. Rahul est fou de douleur. La jeune fille lui fait passer un message lui disant que sa mère est vivante. Avec l’aide de KD il retrouve la mère de Priya et la ramène le jour du mariage. La vérité éclate, après cette histoire Suraj et Lala finissent par se réconcilier et ainsi cela permet à Rahul et Priya de se marier ensemble.

## Fiche technique
- Réalisateur : Ramesh Sippy
- Pays : Inde
- Année : 1995
- Genre : Comédie romantique
- Compositeur : Nadeem-Shravan
- Durée : 180 minutes

## Distribution
- Shahrukh Khan : Rahul Malhotra
- Jeetendra : Madanlal Malhotra
- Shatrughan Sinha : Suraj Pratap Singh
- Raveena Tandon : Priya Singh
- Tinnu Anand : Sundar
- Kiran Juneja : Shalini Srivastav
- Neelima Azim : Nisha
- Beena : Sarita Malhotra

## Musique
La musique du film a été composée par Nadeem-Shravan et les paroles ont été écrites par Sameer.
| Titre                           | Interprète(s)             |
| ------------------------------- | ------------------------- |
| Ab Hain Neend Kise              | Alka Yagnik, Kumar Sanu   |
| Main Agar Pyar Karungi          | Alka Yagnik, Kumar Sanu   |
| Soch Liya Maine Aye Mere Dilbar | Alka Yagnik, Vinod Rathod |
| Zamaane Ko Ab Tak Nahi          | Alka Yagnik, Abhijit      |